# Dovea macrocarpa
Dovea macrocarpa là một loài thực vật có hoa trong họ Restionaceae. Loài này được Kunth mô tả khoa học đầu tiên năm 1841.